# Paul Theroux
Paul Edward Theroux (Medford, 10 de abril de 1941) é um escritor de literatura de viagem e romancista americano, cuja obra mais célebre é The Great Railway Bazaar (O Grande Bazar Ferroviário na edição em português), de 1975, um travelogue que ele fez de comboio da Grã-Bretanha, passando pelo Leste Europeu, Médio Oriente, Ásia do Sul e Sudeste Asiático, até ao Leste Asiático, tão a Oriente quanto o Japão, e depois voltou pela Rússia até ao seu ponto de origem. Apesar de mais conhecido como escritor de viagens, Theroux também publicou numerosas obras de ficção, algumas das quais se transformaram em filmes. Foi galardoado em 1981 com o Prémio James Tait Memorial pelo seu romance The Mosquito Coast (A Costa do Mosquito).

## Biografia
Theroux nasceu em Medford, no estado de Massachusetts, filho de pais católicos; seu pai era canadiano francófono e a mãe italiana. Foi escuteiro e conseguiu alcançar o grau de "Eagle Scout". Depois de terminar os estudos na Universidade de Massachusetts Amherst, ingressou no Peace Corps e lecionou no Malawi de 1963 a 1965. Nesta fase ajudou um opositor político do primeiro-ministro Hastings Banda a fugir para Uganda e foi expulso do Malawi e demitido do Peace Corps. Mudou-se para Uganda para ensinar na Universidade Makerere em Kampala, e passou a escrever para a revista Transition. Ali conheceu sua futura esposa e nasceu seu primeiro filho.
Em Makerere, Theroux começou a sua amizade de 30 anos com o romancista V.S. Naipaul, um professor visitante nessa universidade. Durante a sua estada em Uganda, durante um protesto violento, seu carro, onde se encontrava a sua mulher grávida, quase foi virado. Este incidente contribuiu para a sua decisão de deixar a África. Mudou-se para Singapura. Depois de dois anos a ensinar na Universidade Nacional de Singapura, estabeleceu-se na Inglaterra, primeiro em Dorset, e depois no sul de Londres com a sua mulher e os seus filhos. Quando seu primeiro casamento terminou, no início dos anos 1990, Theroux mora voltou aos Estados Unidos.
Está casado com Sheila Donnely (desde 18 de novembro de 1995). Anteriormente esteve casado com Anne Castle de 1967 até 1993. Tem dois filhos da sua primeira mulher - Marcel Theroux e Louis Theroux – ambos escritores e apresentadores de televisão. Nos seus livros, Theroux alude à sua habilidade em falar italiano, francês, alemão, espanhol, mandarim chinês, Chichewa e Swahili.

## Obra literária
O seu primeiro romance, Waldo, foi publicada durante a sua estada em Uganda e teve sucesso moderado. Ele publicou mais romances nos anos seguintes, incluindo Fong and the Indians e Jungle Lovers. Ao retornar para o Malawi muitos anos mais tarde, descobriu que o seu romance, que transcorria no Malawi, continuava proibido, uma história que ele contou no seu livro Dark Star Safari (O Safári da Estrela Negra).
Mudou-se para Londres em 1972 antes de começar a sua viagem épica de comboio da Grã-Bretanha até o Japão e de volta. O relato da sua jornada foi publicado em The Great Railway Bazaar (O Grande Bazar Ferroviário), o seu primeiro sucesso como escritor de viagens, e que se tornou um clássico no género. Desde então escreveu muitos outros livros de viagens, incluindo descrições de viagem de comboio de Boston à Argentina (The Old Patagonian Express), vagueando pelo Reino Unido (The Kingdom of the Sea), andando de caiaque no Pacífico Sul (The Happy Isles of Oceania), visitando a China (Riding the Iron Rooster - Viajando de Trem Através da China) e viajando do Cairo até a Cidade do Cabo (Dark Star Safari - O Safári da Estrela Negra). Como viajante ele é conhecido por suas descrições abundantes de pessoas e lugares, entrelaçadas com um pouco de ironia ou até misantropia. Em Trem Fantasma para a Estrela do Oriente, diz Theroux: "O melhor das viagens parece existir fora do tempo, como se os anos de viagens não fossem deduzidos de sua vida." Outras obras de não-ficção incluem Sir Vidia's Shadow, um relato da sua amizade pessoal e profissional com o prémio Nobel, V.S. Naipaul que acabou abruptamente depois de 30 anos.

## Controvérsia
Pelo facto de incluir versões dele próprio, da sua família e dos seus conhecidos em alguma da sua ficção, Theroux tem ocasionalmente desconcertado os seus leitores. "A. Burgess, Slightly Foxed: Fact and Fiction" é uma história originalmente publicada na revista The New Yorker (7 de agosto de 1995) onde descreve um jantar na casa do narrador com o autor Anthony Burgess e um advogado filistino que instiga o narrador a escrever uma apresentação do grande escritor. Burgess chega bêbedo e caçoa cruelmente do advogado, apesar de este se ter apresentado como fã. A mulher do narrador chama-se Anne e ela recusa terminantemente em ajudar com o jantar. A revista mais tarde publica uma carta de Anne Theroux que negava que Burgess tivesse alguma vez sido convidado em casa dela e em que expressava admiração pelo escritor, tendo uma vez entrevistado Burgess para a BBC: "Fiquei chateada ao ler a história de 7 de agosto por Paul Theroux, onde uma personagem com o meu nome disse e fez coisas que eu nunca fiz nem disse." Quando a história foi incorporada no romance My other life (Minha Outra Vida - 1996) de Theroux, a personagem da esposa é renomeada Alison e a referência ao seu trabalho na BBC é excluída.
Theroux escreveu um retrato memorial do Prémio Nobel V.S. Naipaul, Sir Vidia's Shadow (1998), que contrasta com o seu primeiro perfil efusivo do mesmo autor em V. S. Naipaul, an Introduction to His Work (1972), e sabe-se que foram os eventos que se passaram entre eles nos 26 anos de relação que matizaram a perspectiva do último livro. Os dois se reconciliaram em 2011.
A 25 de dezembro de 2005, o New York Times publicou o op-ed "The Rock Star's Burden", de Theroux, criticando Bono, Brad Pitt e Angelina Jolie como "mitomaníacos, pessoas que pretendem convencer o mundo do seu valor". Theroux que viveu na África como voluntário do Peace Corps e professor universitário, afirmou que "a impressão de que a África tem problemas fatais e só pode ser salva por ajuda externa – sem mencionar celebridades e concertos de caridade – é uma ideia destrutiva e enganadora."
Contudo em 2002, quando da publicação do seu livro de viagens Dark Star Safari, o crítico de livros John Ryle do Guardian londrino contradisse a perspectiva de Theroux sobre a ajuda internacional. "Não trabalho com ajuda humanitária, mas estive a trabalhar no Quênia mais ou menos na época em que o Theroux viajou por lá [...] Não é que Theroux esteja errado nas críticas que faz ao império da ajuda humanitária. Em alguns aspectos a situação ainda é pior do que ele diz [...] O problema é que Theroux não sabe quase nada sobre isso. A ajuda é um fracasso, segundo ele, porque "as únicas pessoas a servirem os alimentos e distribuírem o dinheiro são os estrangeiros. Não há africanos envolvidos." Mas a maioria dos empregados das agências de ajuda internacional na África, em quase todos os níveis, são africanos. Em alguns países africanos, são as agências de ajuda internacional que proporcionam a maior fonte de empregos [...] O problema não é, como Theroux diz, que os africanos não estão envolvidos; é, na verdade, o contrário. Como é que ele não reparou nisso? Porque, para além dos seus acessos de raiva contra os brancos em carros brancos que não lhe dão boleia, ele nunca visitou um escritório de um projecto de ajuda humanitária."
Apesar de se autodescrever como "um jovem irritado e agitado" na casa dos vinte e de ele ter sentido que precisava escapar dos limites de Massachussetts e da política externa americana hostil, ele admite ter a "disposição de um hobbit" e mantém-se optimista sobre grande parte de seu tema. "Eu preciso de felicidade para escrever bem [...] estar deprimido apenas produz literatura depressiva no meu caso", conforme ele explica numa entrevista ao vivo à CBC Radio, no dia 25 de outubro de 2009, no 30º Festival Internacional de Escritores em Toronto.
Em um artigo de opinião no The New York Times de 22 de outubro de 2016, Theroux recomendou que o presidente Obama perdoasse John Walker Lindh. No artigo, ele comparou sua associação com ministros rebeldes e seu próprio envolvimento involuntário, enquanto voluntário do Corpo da Paz, em uma conspiração para assassinar o presidente Hastings Banda do Malawi complexidades do caso do cidadão americano condenado  que lutou com o Talibã no Afeganistão.

## Prémios e distinções
Theroux recebeu vários prêmios e homenagens.
- Fellow, Royal Society of Literature e Royal Geographic Society no Reino Unido
- Thomas Cook Travel Book Prize
- Doutorado honorário em literatura do Trinity College em Washington, D.C.
- Doutorado honorário em literatura da Tufts University in Medford, Massachusetts
- 2013: eleito para a Academia Americana de Artes e Ciências[17]
- 1990: Vencedor do Maria Thomas Fiction Award pela obra de sua vida[18]
- 1984: eleito para a Academia Americana de Artes e Letras[19]
- 1983: Indicado, American Book Award por The Mosquito Coast
- 1981: Vencedor, James Tait Black Memorial Prize por The Mosquito Coast (junto com  Midnight Children de Salman Rushdie)
- 1981: Indicado, American Book Award por The Old Patagonian Express
- 1978: Prêmio Whitbread de Melhor Romance por Picture Palace
- 1977: Prêmio de literatura do American Academy and Institute of Arts and Letters
- 1972, 1976, 1977 e 1979: Vencedor, The Playboy Editorial Award for Best Story

## Adaptações ao cinema
- Saint Jack, romance de 1973 de Theroux sobre um afável cafetão americano operando em Singapura durante a Guerra do Vietnã, filmado pelo diretor Peter Bogdanovich (1979).
- Doctor Slaughter, romance que foi transformado no filme Half Moon Street (1986).
- The Mosquito Coast, romance transformado no filme homônimo (1986).
- Chinese Box (1997), filme sobre a entrega de Hong Kong dos britânicos para a República Popular da China, credita Theroux como fonte da história, com base nos temas explorados por ele em seu romance Kowloon Tong, de 1997.

## Romances e colecções de contos
- Waldo (1967)
- Fong And The Indians (1968)
- Murder In Mount Holly  (1969)
- Girls At Play (1971)
- Jungle Lovers
- Sinning With Annie (contos, 1972)
- Saint Jack (1973)
- The Black House (1974)
- The Family Arsenal (Arsenal de família, 1976)
- The Consul's File (contos interligados, 1977)
- Picture Palace (1978)
- A Christmas Card
- London Snow
- World's End (contos, 1980)
- The Mosquito Coast (A Costa do Mosquito - 1981)
- The London Embassy (contos interligados, 1982)
- Doctor Slaughter (1984) – filmado como Half Moon Street (1986)
- O-Zone (1986)
- The White Man's Burden (1987)
- My Secret History (1989)
- Chicago Loop (Morte em Chicago - 1990)
- Millroy the Magician (1993)
- The Greenest Island (1995)
- My Other Life (Minha Outra Vida - 1996)
- Kowloon Tong (Kowlong Tong: Os Últimos Dias de Hong Kong - 1997)
- Hotel Honolulu
- Stranger At The Palazzo D'Oro (novelas e contos)
- Blinding Light (2006)
- The Elephanta Suite (A suíte elefanta, três novelas - 2007)
- A Dead Hand: A Crime in Calcutta (A Mão Morta: Um Crime em Calcutá - 2009)

## Obras de não-ficção
- V.S. Naipaul, an Introduction to His Work (1972)
- The Great Railway Bazaar (O Grande Bazar Ferroviário - 1975)
- The Old Patagonian Express (1979)
- The Kingdom By The Sea (1983)
- Sailing Through China (1984)
- Sunrise With Seamonsters (1985)
- The Imperial Way (1985)
- Riding the Iron Rooster (Viajando de Trem Através da China - 1988)
- To The Ends Of The Earth (Até o Fim do Mundo - 1990)
- The Happy Isles Of Oceania (1992)
- The Pillars Of Hercules (1995)
- Sir Vidia's Shadow (1998)
- Fresh Air Fiend (2000)
- Nurse Wolf And Dr. Sacks (2001)
- Dark Star Safari (O Safári da Estrela Negra - 2002)
- Ghost Train To The Eastern Star (Trem Fantasma para a Estrela do Oriente - 2008, no Brasil; Comboio-Fantasma Para o Oriente - 2013, em Portugal)
- The Tao of Travel (coletânea de textos do próprio Theroux e de outros viajantes - 2011)
- The Last Train to Zona Verde: My Ultimate African Safari (O Último Trem para a Zona Verde: Meu derradeiro safári africano - 2013)

## Outros escritos, incluindo artigos de revistas
- Theroux, Paul (1 de abril de 1978). «Greene». The Atlantic (em inglês). Consultado em 24 de setembro de 2008
- Theroux, Paul (1 de setembro de 2001). «Into the lion's den». Guardian Unlimited (em inglês). Consultado em 3 de fevereiro de 2007 (Review of Naipaul's "Half a Life")
- Theroux, Paul (dezembro 2006). «Living With Geese». Smithsonian (em inglês). Consultado em 24 de setembro de 2008[ligação inativa]
- Theroux, Paul (31 de dezembro de 2006). «America the Overfull». The New York Times (em inglês). Consultado em 3 de fevereiro de 2007. Arquivado do original em 7 de janeiro de 2007
- Theroux, Paul (17 de setembro de 2007). «Mr. Bones». The New Yorker (em inglês)

## Próximos projectos
Após a morte súbita e trágica de Michael Jackson, Paul tem trabalhado num livro em que detalha a sua amizade com o cantor. Apesar de não haver ainda nenhum título para o livro, pode-se ler um excerto em U.K. Telegraph.